# Chypre au Concours Eurovision de la chanson 2017
Chypre est l'un des quarante-deux pays participants du Concours Eurovision de la chanson 2017, qui se déroule à Kiev en Ukraine. Le pays est représenté par Hovig et sa chanson Gravity, sélectionnés en interne par le diffuseur chypriote RIK. Lors de la finale de l'Eurovision, le pays termine 21e avec 68 points.

## Sélection
Le diffuseur chypriote RIK confirme sa participation le 8 août 2016. Le 21 octobre 2016, il annonce avoir sélectionné en interne le chanteur Hovig comme représentant. Sa chanson, intitulée Gravity, est publiée le 1er mars 2017.

## À l'Eurovision
Chypre participe à la première demi-finale, le 9 mai 2017. Arrivé 5e avec 164 points, le pays se qualifie pour la finale du 13 mai 2017, où il termine 21e avec 68 points.